# أوريليان كولين
أوريليان كولين (8 مارس 1986 في فرنسا - ) (بالفرنسية: Aurélien Collin) هو لاعب كرة قدم فرنسي وفنزويلي في مركز الدفاع. لعب مع أورلاندو سيتي وسبورتينغ كانساس سيتي ونادي أميين ونادي جازيليك أجاكسيو ونادي ريكسهام ونادي سيدان ونادي فيتوريا سيتوبال ونيويورك ريد بولز وOrlando City SC (2010–2014) ‏ ونادي بانسيريكوس وGretna F.C. ‏.

## وصلات خارجية
- أوريليان كولين على موقع الدوري الأمريكي (الإنجليزية)
- أوريليان كولين على موقع قاعدة بيانات كرة القدم.إي يو (الإنجليزية)
- أوريليان كولين على موقع Soccerbase.com (لاعب) (الإنجليزية)
- أوريليان كولين على موقع Soccerway.com (الإنجليزية)
- أوريليان كولين على موقع عالم كرة القدم.نت (الإنجليزية)
- أوريليان كولين على موقع AS.com (الإسبانية)